# Saint-Maximin (Gard)
Saint-Maximin is een gemeente in het Franse departement Gard (regio Occitanie) en telt 613 inwoners (2004). De plaats maakt deel uit van het arrondissement Nîmes.

## Geografie
De oppervlakte van Saint-Maximin bedraagt 10,0 km², de bevolkingsdichtheid is 61,3 inwoners per km².
De onderstaande kaart toont de ligging van Saint-Maximin (Gard) met de belangrijkste infrastructuur en aangrenzende gemeenten.

## Demografie
Onderstaande figuur toont het verloop van het inwonertal (bron: INSEE-tellingen).